# Ибарра, Элиза
Элиза Ибарра (англ. Eliza Ibarra; род. 22 марта 1997 года в Риверсайде, Калифорния, США) — американская порноактриса.

## Карьера
Имеет мексиканские корни. Работала в магазине по продаже мотоциклов и в ресторане сети Pizza Hut.
Пришла в индустрию для взрослых в конце апреля 2018 года в возрасте 21 года. Интересы актрисы представляет агентство талантов Spiegler Girls. Её первая сексуальная сцена была для студии Passion-HD. В фильме My First Interracial 12 студии Blacked впервые снялась в сцене межрасового секса. В конце октября 2019 года впервые снялась в сцене анального секса для сайта TrueAnal.com Майка Адриано.
Снимается для Brazzers, Cherry Pimps, Girlfriends Films, Girlsway, New Sensations, TeamSkeet, Twistys.com, Zero Tolerance Entertainment и других.
В ноябре 2018 года была выбрана порносайтом Twistys.com как Treat of the Month. В конце декабря 2019 года Элиза стала «Вишенкой января» по версии Cherry Pimps. В июне 2022 года избрана «Фантазией месяца» по версии студии Nubile Films.
По данным сайта IAFD на июнь 2022 года, снялась в более чем 450 порносценах и фильмах.
В свободное от съёмок время рисует маслом (её вдохновителем является Боб Росс) и практикует йогу.

## Награды и номинации
| Год  | Награда          | Результат | Категория | Фильм                                           |
| ---- | ---------------- | --------- | --- | ----------------------------------------------- |
| 2019 | AVN Award        | Номинация | Лучшая новая старлетка | н/д                                             |
| 2019 | NightMoves Award | Номинация | Лучшая новая старлетка | н/д                                             |
| 2019 | XBIZ Award       | Номинация | Лучшая новая старлетка | н/д                                             |
| 2019 | XRCO Award       | Номинация | Новая старлетка года | н/д                                             |
| 2020 | AVN Award        | Номинация | Лучшая блоубэнг-сцена | Eliza Ibarra’s 1st Blowbang (из Facialized 6)   |
| 2020 | AVN Award        | Номинация | Лучшая сцена секса от первого лица (вместе с Майлзом Лонгом) | Shooting With Sexy Eliza Ibarra                 |
| 2021 | XRCO Award       | Номинация | Оргазмическая оралистка года | н/д                                             |
| 2022 | AVN Award        | Номинация | Лучшая лесбийская групповая сцена (вместе с Габби Картер и Лулу Чу) | Breaking Up Is Hard                             |
| 2022 | Fleshbot Award   | Номинация | Лучшая лесбийская сцена (вместе с Алексис Тэй) | Quiet Quarters                                  |
| 2022 | XBIZ Award       | Номинация | Лучшая сцена секса — гонзо (вместе с Джексом Слейхером) | Blacked Raw V41                                 |
| 2022 | XRCO Award       | Номинация | Невоспетая сирена года | н/д                                             |
| 2023 | AVN Award        | Номинация | Лучшая сцена секса вчетвером/оргии (вместе с Анной Клэр Клаудс, Куинтоном Джеймсом и Лиз Джордан)                                                                        | My Mistress Part 2                              |
| 2023 | Fleshbot Award   | Номинация | Лучшая лесбийская сцена (вместе с Блэр Хадсон) | Me and My Best Friend                           |
| 2024 | AVN Award        | Номинация | Лучшая командная сцена (вместе с Винсом Картером и Миком Блу) | Double Dick Training Her Pussy                  |
| 2024 | AVN Award        | Номинация | Лучшая лесбийская групповая сцена (вместе с Джилл Кэссиди и Джуэлз Блу)                                                                                                  | My Girlfriend’s Yoga Roommate                   |
| 2024 | AVN Award        | Номинация | Лучшая сцена группового секса в виртуальной реальности (вместе с Анной Клэр Клаудс, Лейни Грей, Мэдди Мэй, Нейтаном Бронсоном, Николь Китт, Шанель Камрин и Эйвери Блэк) | VRB World Cup 2022 — Blowjob World Championship |
| 2024 | AVN Award        | Победа    | Награда поклонников: невоспетая милашка | н/д                                             |

## Избранная фильмография
- 2018 — Grandfather Cuckold
- 2018 — Latin Asses 4[23]
- 2018 — My Sexy Little Sister 5
- 2018 — Women Seeking Women 155